# Hussein Ali Al-Saedi
Hussein Ali Al-Saedi est un footballeur international irakien né le 29 novembre 1996 à Bagdad. Il évolue au poste de ailier gauche à Al-Shorta SC.

## Carrière

### En sélection
Il reçoit sa première sélection en équipe d'Irak le 26 août 2017, en amical contre la Syrie (1-1). Il joue ensuite deux matchs entrant dans le cadre des éliminatoires du mondial 2018, contre la Thaïlande (victoire 1-2) et les Émirats arabes unis (victoire 1-0).
En fin d'année 2017, il participe à la Coupe du Golfe des nations. Lors de cette compétition, il joue quatre matchs. L'Irak s'incline en demi-finale face aux Émirats arabes unis. Par la suite, le 21 mars 2018, il inscrit son premier but avec l'Irak, lors d'un match amical contre le Qatar (défaite 2-3).
En janvier 2019, il est retenu par le sélectionneur Srečko Katanec afin de participer à la Coupe d'Asie des nations organisée aux Émirats arabes unis. Lors de cette compétition, il joue quatre matchs. L'Irak s'incline en huitièmes de finale face au Qatar.

## Palmarès

### En club
| Al-Zawra'a SC - Championnat d'Irak - Champion en 2016 et 2018 - Coupe d'Irak - Vainqueur en 2017 (en) - Supercoupe d'Irak (en) - Vainqueur en 2017 (en) |  | CS Sfaxien - Coupe de Tunisie - Vainqueur en 2022 |

### En sélection
| Irak - Coupe du Golfe des nations - Vainqueur en 2023 |

### Distinctions personnelles
- Meilleur buteur du championnat d'Asie de l'Ouest de football 2019 (en) (3 buts)
- Meilleur joueur du championnat d'Asie de l'Ouest de football 2019 (en)